# دردار المياه
دردار المياه أو بلانيره أو شجرة الطائرة (الاسم العلمي Planera)، جنس نباتات مزهرة وحيدة النوع من الدردارية. أوراقها متعاقبة بيضية النصل. أزهارها خنثوية. ثمارها جناحية جدعة الجناح. موطنها جنوب شرق الولايات المتحدة.